# Hits+
Hits+ är ett samlingsalbum från 2000 av den australiska sångaren Kylie Minogue.

## Låtlista
(KM - från Kylie Minogue; IP - från Impossible Princess)
1. "Confide in Me" (Album version) - KM
2. "Put Yourself in My Place" (Radio Edit) - KM
3. "Where Is the Feeling?" (BIR Dolphin Mix) - KM
4. "Some Kind of Bliss" - IP
5. "Did It Again" (Radio edit) - IP
6. "Breathe" (Radio edit) - IP
7. "Where the Wild Roses Grow" (duett med Nick Cave)
8. "If You Don't Love Me" (B-sida till Confide In Me)
9. "Tears" (tidigare endast tillgänglig på den japanska versionen av Impossible Princess)
10. "Gotta Move On" (outsläppt demo från 1993)
11. "Difficult by Design" (outsläppt demo från 1993)
12. "Stay This Way" (outsläppt demo från 1996)
13. "This Girl" (outsläppt demo från 1996)
14. "Automatic Love" (Akustisk) - KM (outsläppt version)
15. "Where Has the Love Gone?" (Roach Motel Remix) - KM (outsläppt version av 'Roach Motel Mix')
16. "Take Me with You" (outsläppt, fast uppträdd av Kylie Minogue under hennes "Intimate and Live" Tour)